# Gerrit Hulsman
Gerrit Hulsman (Deventer, 18 februari 1900 - ?, 23 november 1964) was een Nederlands voetballer. Hij kwam uit voor dvv Go Ahead, waaruit later Go Ahead Eagles zou ontstaan, Feyenoord en het Nederlands elftal.
In de zomer van 1921 debuteerde Gerrit Hulsman als speler van Go Ahead in het Nederlands elftal. Tien maanden later speelde hij zijn tweede interland als Feyenoorder. Hij was voor beide clubs hun eerste international. Weer zeven maanden later diende hij Oranje nog twee keer als lid van Go Ahead.
Deventer vertrouwde het zaakje niet toen de jonge Hulsman kort na zijn interlanddebuut in 1921 tegen Denemarken naar Feyenoord ging. Hij had gewerkt als kastelein en als kantoorbediende bij een isolatiebedrijf. Hulsman schermde met een nieuwe betrekking in Rotterdam, maar bij Go Ahead ging men ervan uit dat Feyenoord flink met de geldbuidel had gerammeld. Het kwam tot een onderzoek van de KNVB, maar toen naar voren kwam dat Hulsman in eerste instantie voor Sparta had willen kiezen, verleende de bond overschrijving. Dat het uiteindelijk Feyenoord werd en niet Sparta, had te maken met het feit dat Sparta uit de eerste klasse degradeerde. Toch zat de overgang van Hulsman bepaalde officials niet lekker, en vooral de nooit helemaal duidelijk geworden rol van 'ronselaar Bakker', een tussenpersoon die Hulsman naar Rotterdam zou hebben gelokt, wekte wrevel bij Go Ahead.
Zijn eerste officiële wedstrijd voor Feyenoord was Feyenoord – Ajax op 9 oktober 1921, uitslag 2-2 . Het seizoen bij Feyenoord werd geen succes voor Hulsman. Zijn laatste wedstrijd was op 5 juni 1922: VVA (nu VVA/Spartaan) – Feyenoord. Uitslag 2-4. Hij speelde 20 wedstrijden voor Feyenoord, en scoorde daarin tweemaal. Graag nam Go Ahead hem weer op in het Deventer clubleven.
in 1927 begon hij zijn trainerscarrière als trainer van GFC te Goor.

## Interlands
- 12 juni 1921 Denemarken - Nederland 1 - 1 vriendschappelijk Go Ahead
- 17 april 1922 Nederland - Denemarken 2 - 0 vriendschappelijk Feyenoord
- 19 november 1922 Zwitserland - Nederland 5 - 0 vriendschappelijk Go Ahead
- 25 november 1923 Nederland - Zwitserland 4 - 1 vriendschappelijk Go Ahead